# هتل ملیبو
هتل ملیبو (انگلیسی: Hotel Malibu) یک مجموعه تلویزیونی دراما آمریکایی است که از ۴ اوت تا ۸ سپتامبر ۱۹۹۴ از سی‌بی‌اس پخش شد. در این مجموعه هنرمندانی از جمله جنیفر لوپز، جوانا کسیدی و جان دای به ایفای نقش پرداخته‌اند